# Paul Dicu
Paul Florin Dicu (n. 6 iunie 1969, Constanța) este un sportiv român, ultramaratonist, speaker motivațional, copilot de raliuri, instructor de arte marțiale, skipper.
În februarie 2010 a participat la Sahara Marathon, iar în aprilie 2011 a fost singurul reprezentant al României care a reușit să termine Marathon des Sables. În anul 2012, 2013, 2014 si 2015 Paul Dicu a participat din nou la Maratonul Nisipurilor, susținând un proiect al Asociației Inima Copiilor.
A absolvit Liceul de marină din Constanța înainte de revoluție și Facultatea de Drept din Constanța. Este practicant al atletismului din 1984 si al artelor marțiale începând din 1986, în prezent fiind antrenor de Aikibudo și Katori Shinto Ryu, fiind elevul  profesorului Alain Floquet, 9DAN. A fost consultant tehnic al luptătorilor din forțele speciale DIAS. A obținut primul dan în Takeda Ryu cu sensei Roland Maroteaux, iar sensei Siegfried Kobilza sensei i-a acordat cel de-al treilea dan.
Cea de-a 26-a ediție a Maratonului Nisipurilor a avut loc între 3 și 9 aprilie 2011 în Maroc, unde concurenții au avut de parcurs 243 de km prin nisip în 7 zile. Fiecare concurent poartă în spate rucsacul cu alimentele necesare și un kit de supraviețuire. Dintre cei 849 de concurenți care s-au prezentat la start, doar 811 au terminat cursa, iar Paul Dicu a terminat cu succes, câștigând medalia MDS.. Între participanți s-au aflat și Gabriel Turculeț, din Doha, Qatar, Gabriel Laczko, reprezentând Elveția, precum și Bogie Dumitrescu, din partea echipei SUA.
În aprilie 2012, Paul Dicu a participat din nou la Maratonul Nisipurilor, reușind să își depășească performanța de anul trecut, plasându-se pe locul 521 din cei 854 de concurenți care au luat startul.
În anii 2013, 2014 și 2015 a participat din nou la Marathon Des Sables, terminand cu succes, devenind românul  cu cele mai multe participări  finalizate la această cursă de anduranță.
Este cvadruplu campion național de yachting offshore, împreună cu echipajul ambarcațiunii  Incognito, în anii 2016, 2017, 2018 și 2019, precum și triplu câștigător al Cupei României  la Yachting offshore în  anii 2016, 2017 și 2018, precum si castigator al Bosphorus Yachting Cup.
În aprilie 2018 a realizat cel mai important proiect de alergare în anduranță, Transahara, unde a alergat 1200 de kilometri în Sahara, singur în deșert, timp de 30 de zile, câte  un maraton pe zi, 42 de kilometri, cu minimum de asistență de la Zagora, în Maroc, până la Esaouira, la malul oceanului Atlantic, devenind singurul român cu această realizare.
Este autorul romanului Le nouveau nomade-Vanator de vant, carte ce se poate gasi in marile librarii si la editura Preda Publishing.
Este, de asemenea, proprietarul companiei Nomad Sailor, oferind servicii nautice, croaziere cu velierul pe mare, evenimente sociale si cursuri de pregatire in educatie nautica.